# 단수 (바둑)
단수(單手)는 바둑 용어의 하나로 활로가 하나만 남은 상태 즉, 상대의 돌을 완전히 둘러싸기 바로 전 상태를 말한다. 일본식 용어로 '아타리(일본어: アタリ)' 또는 '아다리'라고 부르는 경우도 있다.
다음 차례에 상대가 돌을 더 둬서 활로를 넓히지 않으면 자신의 돌이 잡히게 된다.
단수 상태가 되도록 돌을 놓는 것을 가리켜 '단수를 친다'라고 한다.

## 개요
|  |  |  |  |  |
|  |  |  |  |  |
|  |  |  |  |  |
|  |  |  |  |  |
|  |  |  |  |  |

여기에서 흑이 a나 b를 두었을 때 백이 다음 차례에서 돌을 더 둬서 도망가지 않을 경우 백이 잡히게 된다. 측 흑이 a나 b을 둬서 "단수" 상태로 만들 수 있다
|  |  |  |  |  |
|  |  |  |  |  |
|  |  |  |  |  |
|  |  |  |  |  |
|  |  |  |  |  |

|  |  |  |  |  |
|  |  |  |  |  |
|  |  |  |  |  |
|  |  |  |  |  |
|  |  |  |  |  |

위의 흑이 a에 둘 경우 중앙의 백돌을 잡을 수 있다. 백돌이 잡히지 않게 하려면 백이 a에 돌을 둬 도망가야 한다.

## 여러 형태의 단수
|  |  |  |  |  |  |  |  |  |  |  |  |  |  |  |  |  |  |  |
|  |  |  |  |  |  |  |  |  |  |  |  |  |  |  |  |  |  |  |
|  |  |  |  |  |  |  |  |  |  |  |  |  |  |  |  |  |  |  |
|  |  |  |  |  |  |  |  |  |  |  |  |  |  |  |  |  |  |  |
|  |  |  |  |  |  |  |  |  |  |  |  |  |  |  |  |  |  |  |
|  |  |  |  |  |  |  |  |  |  |  |  |  |  |  |  |  |  |  |
|  |  |  |  |  |  |  |  |  |  |  |  |  |  |  |  |  |  |  |
|  |  |  |  |  |  |  |  |  |  |  |  |  |  |  |  |  |  |  |
|  |  |  |  |  |  |  |  |  |  |  |  |  |  |  |  |  |  |  |
|  |  |  |  |  |  |  |  |  |  |  |  |  |  |  |  |  |  |  |
|  |  |  |  |  |  |  |  |  |  |  |  |  |  |  |  |  |  |  |
|  |  |  |  |  |  |  |  |  |  |  |  |  |  |  |  |  |  |  |
|  |  |  |  |  |  |  |  |  |  |  |  |  |  |  |  |  |  |  |
|  |  |  |  |  |  |  |  |  |  |  |  |  |  |  |  |  |  |  |
|  |  |  |  |  |  |  |  |  |  |  |  |  |  |  |  |  |  |  |
|  |  |  |  |  |  |  |  |  |  |  |  |  |  |  |  |  |  |  |
|  |  |  |  |  |  |  |  |  |  |  |  |  |  |  |  |  |  |  |
|  |  |  |  |  |  |  |  |  |  |  |  |  |  |  |  |  |  |  |
|  |  |  |  |  |  |  |  |  |  |  |  |  |  |  |  |  |  |  |

그림의 백돌은 흑돌이 a에 둘 경우 흑이 백의 돌을 잡을 수 있다. 즉 이 형태는 전부 "단수"형태이다.

## 양단수
2곳을 동시에 단수 상태로 만드는 수를 양단수(兩單手)라고 부른다.
|  |  |  |  |  |
|  |  |  |  |  |
|  |  |  |  |  |
|  |  |  |  |  |
|  |  |  |  |  |

위 그림에서 백이 1에 두면 바로 흑돌 두 개가 동시에 단수 상태에 놓인다. 흑이 자신의 양쪽 돌 모두를 살리는 건 불가능하며 적어도 이 두 개의 돌 중 하나를 선택하고 나머지 하나를 포기해야 한다.

## 연단수
상대의 돌이 도망쳐도 단수가 되도록 몰아내는 수를 연단수(連單手)라고 부른다. 연단수는 기본적으로 연속해서 단수를 만드는 행위이므로 그범위가 넓다고 할 수 있다. 흔히 촉촉수(몰아떨구기)만 연단수에 넣고 있으나 축과 환격, 그리고 회돌이도 연단수의 범주에 속한다고 볼 수 있다.
1. 촉촉수 - 단수를 당해 도망쳐 연결해도 단수가 되어 바로 따내는 형태
2. 몰아떨구기 - 단수를 당해서 달아났으나 또 연이어 단수로 몰려 결국은 잡히는 형태
3. 축 - 몰아떨구기와 같은 상황으로 연속 단수를 당해 잡히나 그형태가 계단 모양으로 이루어지는 형태
4. 환격 - 호구에 미끼를 주어 상대가 잡을 때 다시 연이어 공격해 잡는 형태
5. 회돌이 - 환격과 같이 내돌을 미끼로 주어 잡게 만든 이후 촉촉수나 몰아떨구기로 상대의 돌을 잡는 형태

## 같이 보기
- 축 (바둑)